# Федериго Рандаццо
Федериго Рандаццо (ок. 1340 — 11 июля 1355, Мессина) — герцог Афин и Неопатрии с 1348 года. Являлся сыном маркиза Джованни Рандаццо, регента Сицилийского королевства и Чезарины ди Ланция.

Герцогство Афинское на карте Балкан середины XIV века

В 1348 году юным ребенком он унаследовал права на престолы Афин и Неопатрии, и собрался навестить свои владения в 1349 году по совету друга отца, нового регента Сицилии, Бласко II де Алагона.
Греческие дела находились в плачевном состоянии — Афинское герцогство вынуждено было вступить в войну против Генуи на стороне Венеции за господство в Эгейском море. Кроме этого, страна все чаще подвергалась разорительным набегам турецких корсаров. Тем не менее, поездка герцога в Грецию так и не состоялась.
Страной управлял назначенный из Сицилии генеральный викарий Рамон Бернарди. Он вызвал недовольство местных баронов, которые отправили Федериго петицию с просьбой отстранить Бернарди от правления. Послание прибыло на Сицилию как раз тогда, когда юный герцог скончался от чумы в Мессине.
Федериго Рандаццо был похоронен в соборе в Палермо. Детей у него не было, и все его владения и титулы перешли к королю, как к ближайшему родственнику.